# Ormosia diversipennis
Ormosia diversipennis är en tvåvingeart som beskrevs av Alexander 1935. Ormosia diversipennis ingår i släktet Ormosia och familjen småharkrankar.
Artens utbredningsområde är Taiwan. Inga underarter finns listade i Catalogue of Life.